# 莫約克山
13°21′18″S 72°21′41″W / 13.35500°S 72.36139°W
莫約克山（Moyoc），是秘魯的山峰，位於該國東南部庫斯科大區，由安塔省負責管轄，屬於維爾卡潘帕山脈的一部分，該山峰海拔高度5,175米。